# Marquerose
 (février 2024).
Si vous disposez d'ouvrages ou d'articles de référence ou si vous connaissez des sites web de qualité traitant du thème abordé ici, merci de compléter l'article en donnant les références utiles à sa vérifiabilité et en les liant à la section « Notes et références ».
La Marquerose est le territoire temporel sur lequel régnaient les évêques de Maguelone, dans l'actuelle région française d'Occitanie.

## Histoire
En 830[réf. souhaitée], Louis le Débonnaire, fils de Charlemagne, crée le temporel des évêques de Maguelone en leur concédant une partie occidentale du comté de Melgueil.
Ces évêques acquièrent Lavérune et Montpellier de 1215 à 1292.
Le 20 juillet 1344, ils furent nommés marquis de Marquerose, par Philippe de Valois. Le marquisat s'étendait sur les villages de Lavérune, Murviel-lès-Montpellier, Saussan, Pignan, Fabrègues, Villeneuve-lès-Maguelone, Mireval, Vic-la-Gardiole, Frontignan, Gigean, Montbazin, Cournonterral, Cournonsec, Poussan et Balaruc.